# Arnošt Kryštof z Kounic
Arnošt Kryštof hrabě (od roku 1794 kníže) z Kounic-Rietbergu (německy Ernst Christoph Graf (Fürst) von Kaunitz-Rietberg, 6. června 1737, Vídeň – 19. května 1797 tamtéž) byl moravský šlechtic, rakouský diplomat, politik a dvořan. Díky vlivu svého otce se v mládí uplatnil v diplomacii, později v zemských úřadech (moravský zemský hejtman 1770–1772) a nakonec u dvora (nejvyšší dvorský maršálek 1789–1797). Byl nositelem Řádu zlatého rouna (1772), po otci zdědil titul knížete a rozsáhlý majetek na Moravě (Slavkov, Uherský Brod). Jeho zetěm byl dlouholetý rakouský státní kancléř kníže Metternich.

## Životopis

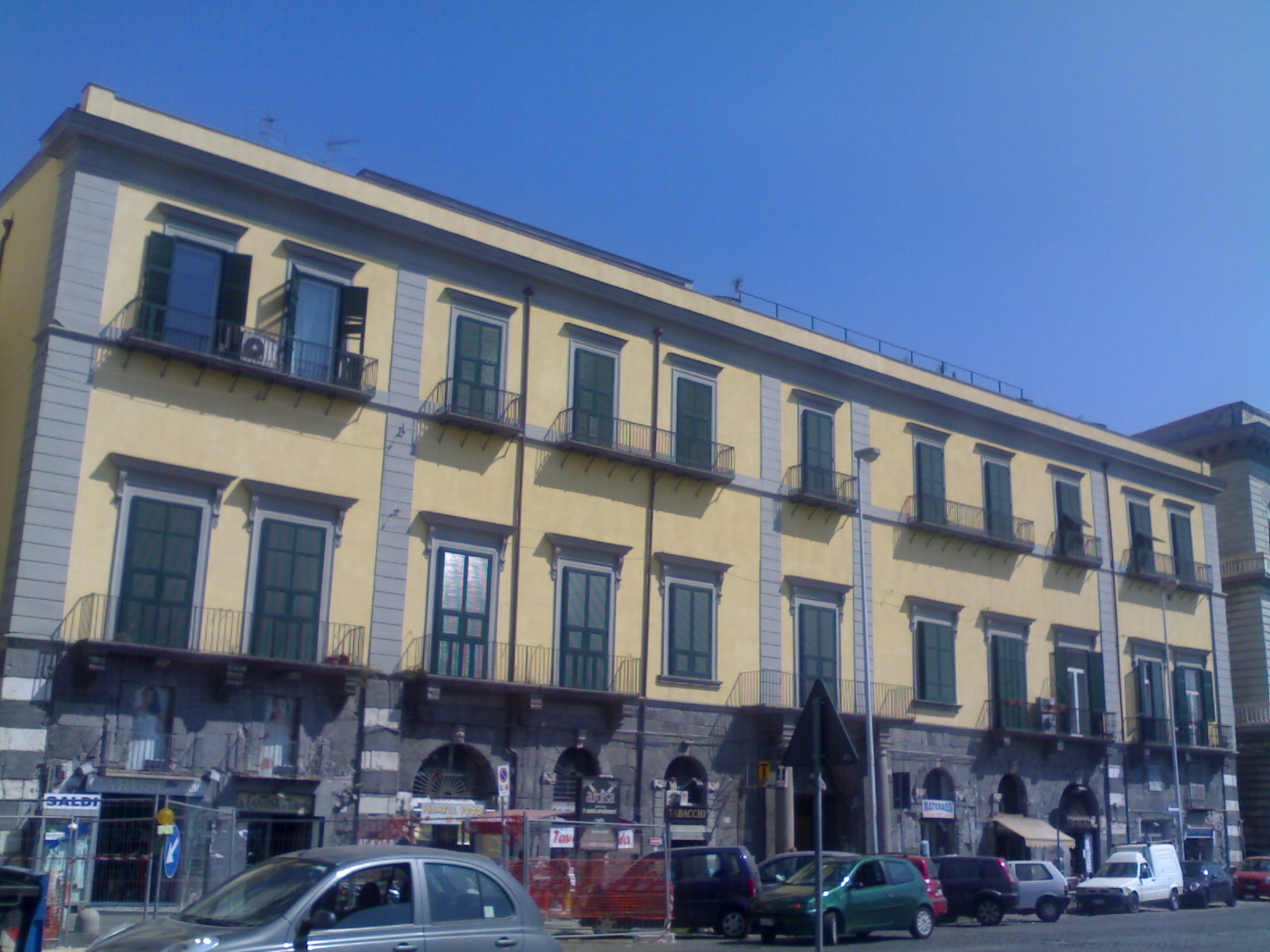
Palác Mirelli di Teora, diplomatická rezidence Arnošta Kryštofa z Kounic v Neapoli (1764–1770)

Pocházel ze staré moravské rodiny Kouniců, narodil se ve Vídni jako nejstarší syn státního kancléře Václava Antonína Kounice (1711–1794) a jeho manželky Marie Ernestiny, rozené hraběnky Starhembergové (1717–1749). Po studiích a dosažení zletilosti byl Arnošt Kryštof jmenován císařským komořím a v roce 1763 se stal členem říšské dvorní rady. Po ukončení sedmileté války byl jmenován vyslancem v Neapolském království, kde strávil šest let (1764–1770), mezitím byl jmenován také císařským tajným radou. V Neapoli se usadil v paláci Mirello di Teora, který nechal přestavět. I když jako diplomat pobíral apanáž ve výši 36 000 zlatých ročně, tato částka nepokrývala náklady spojené s reprezentací. Arnošt Kryštof byl v Neapoli iniciátorem bohatého společenského života a například při příležitosti sňatku Ferdinanda I. s arcivévodkyní Marií Karolínou v roce 1768 uspořádal ples pro 2 800 hostů. V roce 1769 byl Kounic zároveň mimořádným vyslancem při volbě papeže Klementa XIV. Během působení v Itálii měla důležitou pozici i jeho manželka Marie Leopoldina, která o dění v Neapoli informovala císařovnu Marii Terezii častěji a podrobněji než Arnošt Kryštof.

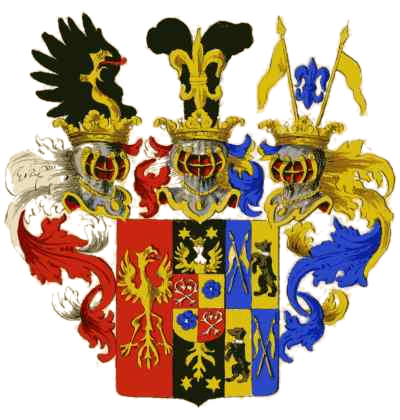
Erb rodu Kounic-Rietberg

V dubnu 1770 byl jmenován zemským hejtmanem na Moravě, z Neapole do Brna ale dorazil až v říjnu (do té doby jej ve výkonu úřadu zastupoval nejvyšší zemský komorník Jan Kryštof z Blümegenu). Jako moravský zemský hejtman (se stanoveným platem 6 000 zlatých ročně) pobýval střídavě v Brně a na zámku Slavkov, který byl hlavním rodovým sídlem. Příležitostně navštěvoval i příbuzné na dalších moravských zámcích (Velké Meziříčí, Moravský Krumlov, Jaroměřice nad Rokytnou). V nejvyšším zemském úřadu Moravského markrabství se angažoval jen sporadicky, první polovinu roku 1772 ostatně strávil ve Vídni. Z roku 1772 je doložena jeho účast na zahájení výstavby káznice v Brně Ve funkci moravského zemského hejtmana setrval necelé dva roky, protože prostřednictvím konexí svého otce usiloval o vyšší funkci u dvora. V říjnu 1772 byl jmenován generálním ředitelem dvorských staveb (General-Hof-Baudirector) s platem 8 000 zlatých ročně a po poslední účasti na zasedání moravského zemského sněmu v listopadu 1772 odešel do Vídně. Zatímco o své předchozí funkce jevil jen vlažný zájem, úřadu dvorského stavebního ředitele se chopil s nevšedním zápalem. Jako zadavatel zakázek pro státní a dvorské stavby prosazoval představitele nových trendů v architektuře (Franz Anton Hillebrandt, Johann Ferdinand Hetzendorf, Isidor Canevale).
Byl znám také jako mecenáš malířů a byl protektorem vídeňské Akademie výtvarných umění. Podporoval i hudební skladatele, mimo jiné byl patronem W. A. Mozarta, kterého hostil již jako vyslanec v Neapoli. Během trvalého pobytu ve Vídni patřil k úzkému okruhu přátel a spolupracovníků císaře Josefa II. a v roce 1772 byl jmenován rytířem Řádu zlatého rouna. Vrcholem Arnoštovy kariéry byla funkce nejvyššího maršálka císařského dvora, kterou zastával v letech 1789–1797.

## Rodina a majetek

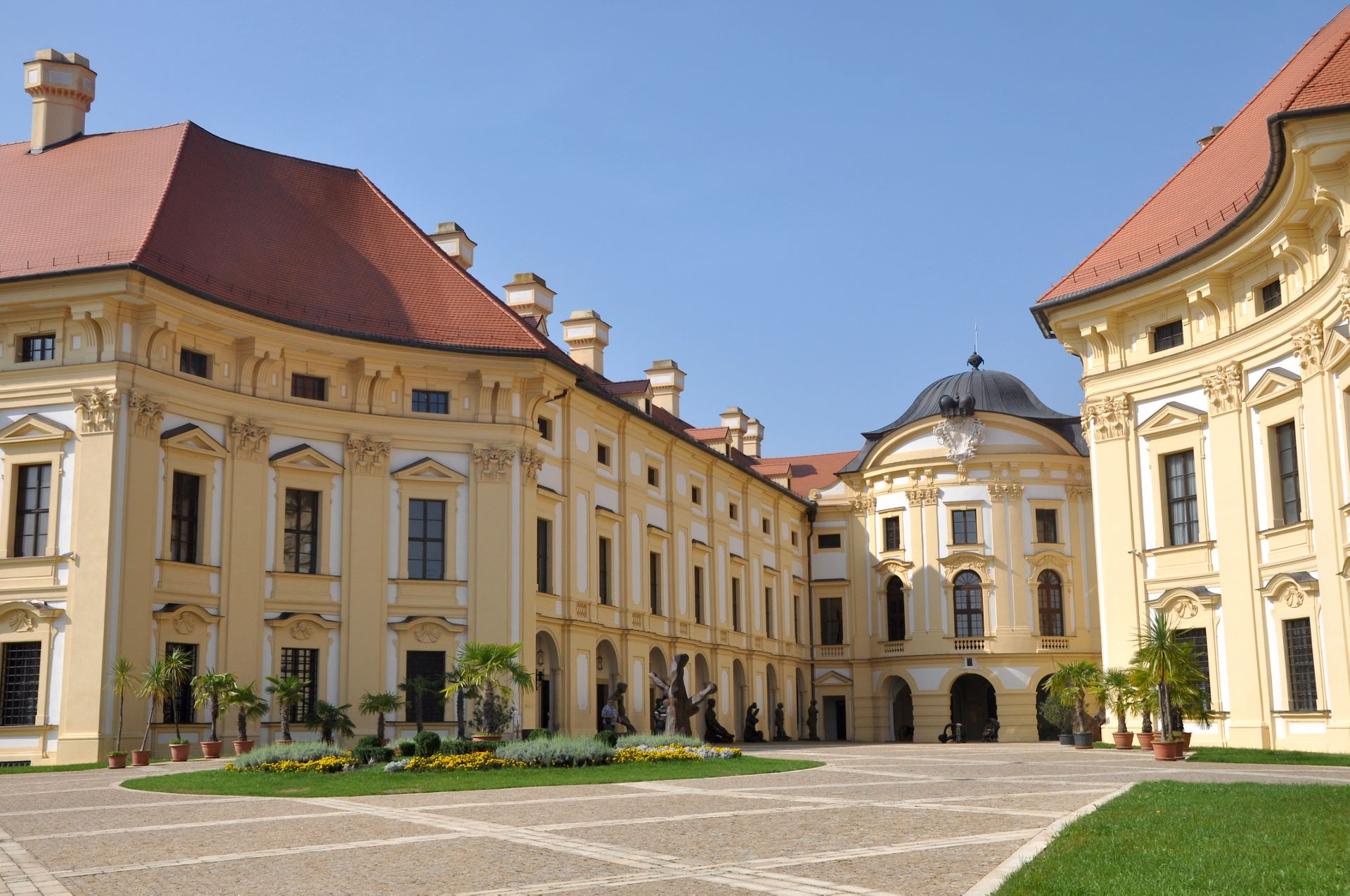
Zámek Slavkov, hlavní rodové sídlo Kouniců

Po otci zdědil v roce 1794 titul knížete a stal se i správcem rodového majetku na Moravě (Slavkov, Uherský Brod), stejně tak v říši (hrabství Rietberg). Otce přežil jen o necelé tři roky a zemřel v květnu 1797 ve Vídni krátce před svými šedesátými narozeninami. Protože neměl mužské potomky, dědicem knížecího titulu a všech rodových statků se stal jeho mladší bratr Dominik Ondřej II., který již předtím vlastnil Jaroměřice nad Rokytnou na jižní Moravě a Bečov nad Teplou v západních Čechách.
V lednu 1761 se oženil s princeznou Marií Leopoldinou z Oettingen-Spielbergu (1741–1795), pozdější c. k. palácovou dámou a dámou Řádu hvězdového kříže. Po matce byla dědičkou panství Kojetín na jižní Moravě. Vzhledem k významu obou rodin se sňatek konal za přítomnosti císařské rodiny v Hofburgu a svatební obřad celebroval papežský nuncius kardinál Vitaliano Borromeo. S Arnoštovým sňatkem souvisí také povýšení Kouniců do knížecího stavu. Otec Václav Antonín se totiž zavázal knížeti Janu Aloisovi z Oettingen-Spielbergu, že požádá o povýšení, aby byly obě rodiny stavovsky na stejné úrovni. Říšský knížecí titul mu byl udělen především s ohledem na jeho zásluhy a bez průtahů v roce 1764.
Arnošt Kryštof měl s Marií Leopoldinou několik dětí, dospělého věku se dožila jen dcera Marie Eleonora (1775–1825), která se v roce 1795 ve Slavkově provdala za Klemense Metternicha (1773–1859). Arnošt Kryštof s tímto sňatkem nesouhlasil, protože v mladém Metternichovi viděl záletníka se zájmem o vidinu bohatého věna (Marie Eleonora byla dědičkou matčina panství Kojetín na jižní Moravě). Arnoštova manželka Marie Leopoldina prosazovala sňatek dcery se synovcem princem Mořicem z Lichtenštejna, protože ale zemřela v únoru 1795, došlo v září téhož roku ke spojení s Metternichem. Arnošt Kryštof se zavázal vyplácet dceři roční rentu 17 000 zlatých a přislíbil podpořit zeťovu diplomatickou kariéru. K tomu nakonec nedošlo, protože kníže Arnošt Kryštof zemřel necelé dva roky po svatbě a kníže Metternich se později k postavení dlouholetého státního kancléře dopracoval vlastními schopnostmi.
Vzhledem k vlivnému postavení otce Václava Antonína dosáhli vysokých postů u dvora, v diplomacii a v armádě také všichni Arnoštovi mladší bratří, Dominik Ondřej (1739–1812), František Václav (1742–1825) a Josef Klement (1743–1785). Díky své manželce Marii Leopoldině z rodu Oettingenů byl Arnošt Kryštof také švagrem vlivné dvorní dámy Marie Eleonory z Lichtenštejna a jejího manžela maršála Karla Josefa z Lichtenštejna.